# زارکو (شخصیت کمیک)
زارکو، مرد فردا (به انگلیسی: Zarrko, the Tomorrow Man) یک شخصیت خیالی ابرشرور در کتاب‌های کامیک آمریکایی منتشر شده توسط مارول کامیکس است که بیشتر برای دشمنی‌اش با ثور شناخته می‌شود. این کاراکتر به وسیلهٔ استن لی و جک کربی خلق شده و در سفر به راز شماره‌های ۸۶ام (نوامبر ۱۹۶۲) برای اولین بار معرفی شد.